# Richard Russell
Pour les articles homonymes, voir Richard Russell (homonymie).
Richard Russell, né à Lewes (Angleterre) le 26 novembre 1687 et mort le 21 décembre 1759, est un médecin britannique du XVIIIe siècle. Il est connu pour avoir participé au développement de l'hydrothérapie en prescrivant à ses patients la pratique des bains de mer, ancêtre de la thalassothérapie moderne.

## Biographie

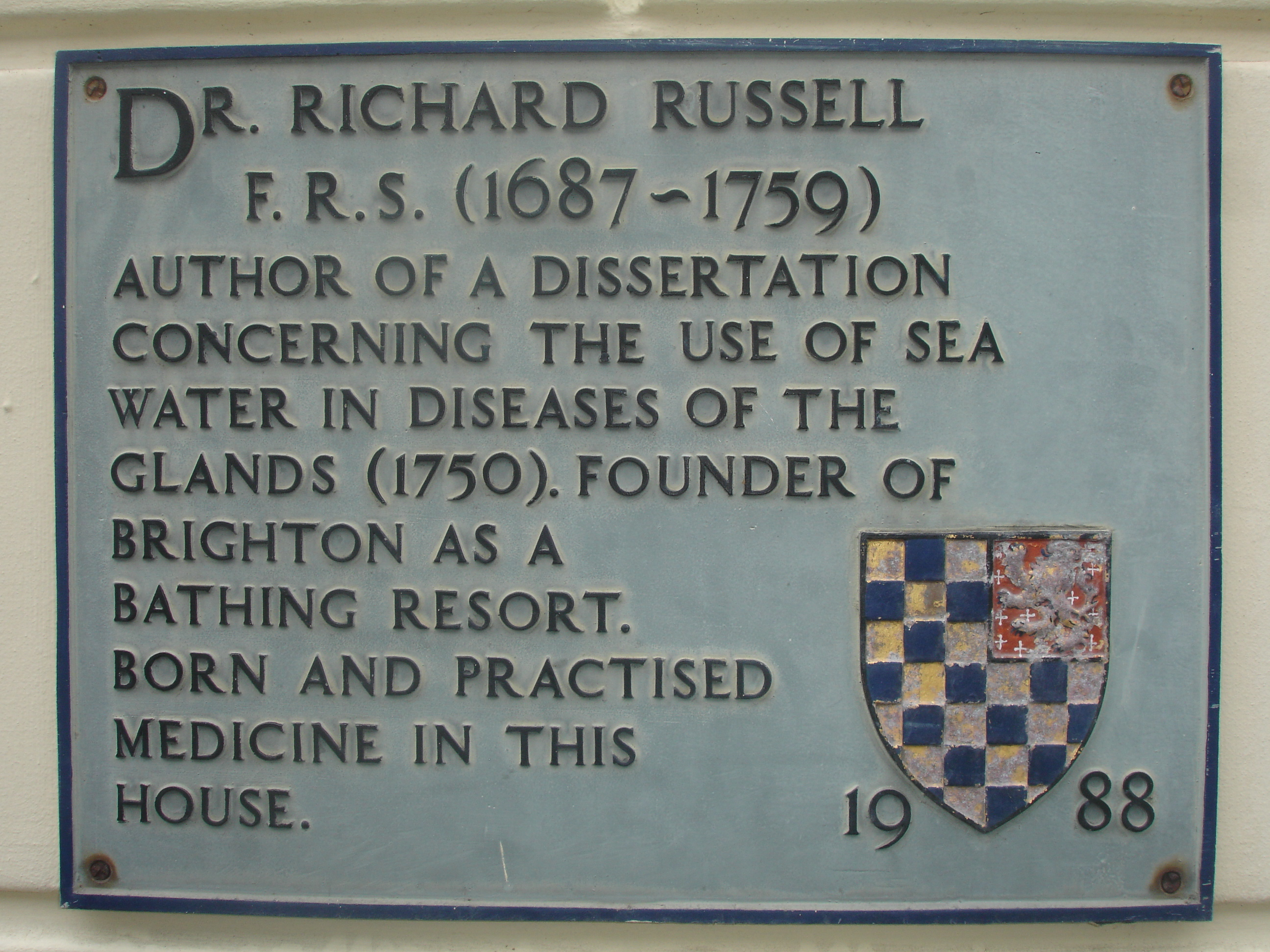
Plaque apposée sur la maison de Russell.

Richard Russell naît le 26 novembre 1687 à Lewes, localité du sud-est du comté de Sussex de l'Est.
Il est le fils de Nathaniel Russell, chirurgien à Lewes, et est l'aîné de sept enfants.
Il commence sa carrière médicale à Lewes en 1725.
Vers 1747, il s'installe à Brighton pour appliquer ses théories portant sur les propriétés médicales de l'eau de mer,
En 1750, il publie un traité — De tabe glandularium sine de usu aqua marinæ in mordis glandularium dissertatio — par lequel il recommande l'usage de l'eau de mer dans le traitement des ganglions lymphatiques hypertrophiques. L'ouvrage est traduit en anglais en 1752 (landular Diseases, or a Dissertation on the Use of Sea Water in the Affections of the Glands,) ; il est continuellement réédité, atteignant une 6e édition en 1769. Il s'agit du premier ouvrage recommandant la boisson d'eau de mer et le bain dans l'eau de mer comme moyens thérapeutiques. L’historien Jules Michelet dit de lui au siècle suivant : « Russel a inventé la mer ».
Russell recommande en particulier l'usage des eaux à proximité de Brighton, déclarant que leurs propriétés sont supérieures à celles des cures thermales continentales. Ses idées connaissent par la suite un succès considérable, tant en Angleterre qu'à l'étranger, même si quelques critiques se font jour sur les modalités d'utilisation de l'eau de mer.
Vers 1753, le succès de ses traitements est tel qu'il installe son centre de chirurgie à Brighton même. Il acquiert un terrain au sud d'Old Steine, sur le front de mer et y construit une maison, la plus grande de Brighton à cette époque, pour ses patients et pour lui-même. Après la mort de Russell en 1759, la maison accueille Henri de Cumberland et Strathearn, frère du roi George III, puis, le 7 septembre 1783, le prince de Galles.
Russel est élu membre de la Royal Society en février 1752.
Il est enterré à Lewes (South Malling, église dédiée à St Michael).